# Sir Thomas Adams's Professor of Arabic
Il Sir Thomas Adams's Professorship of Arabic è stata una cattedra assegnata presso la University of Cambridge a professori particolarmente rinomati per la loro conoscenza della lingua araba.
La cattedra in questa antica università fu intitolata a Sir Thomas Adams nel 1643, con un emolumento versato dalla Drapers' Company.

## Titolari della cattedra "Sir Thomas Adams"
- Abraham Wheelock (1632)
- Edmund Castell (1666)
- John Luke (1685)
- Charles Wright (1702)
- Simon Ockley (1711)
- Leonard Chappelow (1720)
- Samuel Hallifax (1768)
- William Craven (1770)
- Joseph Dacre Carlyle (1795)
- John Palmer (1804)
- Thomas Jarrett (1831)
- Henry Griffin Williams (1854)
- William Wright (1870)
- William Robertson Smith (1889)
- Charles Pierre Henri Rieu (1894)
- Edward Granville Browne (1902)
- Samuel Lee (1918)
- Reynold Alleyne Nicholson (1926)
- Charles Ambrose Storey (1933)
- Arthur John Arberry (1947)
- Robert Bertram Serjeant (1970-1982)
- Malcolm Cameron Lyons (1985)
- Tarif Khalidi (1996)
- James Montgomery (2012)